# Manuel Jorreto Paniagua
Manuel Jorreto Paniagua (1845-post. 1907) fue un escritor, periodista y dibujante español del siglo xix.

## Biografía
Nacido en la localidad toledana de Quintanar de la Orden el 27 de septiembre de 1845, fue abogado, literato y dibujante. Cursó la carrera del Derecho en la Universidad Central de Madrid, una vez obtenido el título residió en Albacete y, más tarde, Valencia.
Cultivó la escritura de género infantil, a través de cuentos, con la publicación de, por ejemplo, Cuentos fantástico-morales. También fue autor de una guía de Madrid, publicada en 1895, entre otras obras, como la Guía palaciana, publicación dedicada a la corte española. Fundador de El Escaparate y La Ilustración Cómica, dirigió periódicos como El Cascabel, el susodicho El Escaparate o La Ilustración Cristiana, entre otros, además de colaborar en La Ilustración Católica (1877-), La Niñez (1879-1883) y La Ilustración Española y Americana. Seguiría vivo hacia 1907.